# Landeselternausschuss
Landeselternausschüsse sind in Deutschland Vertretungen der Eltern der Schulen und Kindertagesstätten auf Länderebene. Je nach Bundesland werden die Elternorganisationen auch Beiräte genannt. Wegen des in Deutschland im Bereich Bildung existierenden Föderalismus gibt es unterschiedliche Rechte und gesetzliche Verankerungen.
Analog zu der Elternvertretung in den einzelnen Kindertagesstätten und Schulen repräsentieren die Landeselternvertretungen die Belange der Kinder gegenüber den Landesregierungen, den zuständigen Ministerien, Landesjugendämtern, den politischen Parteien sowie Berufs-, Träger- und Interessenverbänden. Gleichzeitig ist man zentrale Kontaktstelle der Eltern im Kindertagesstättenbereich oder Schule.
In Rheinland-Pfalz ist die Arbeit des Landeselternausschusses der Kindertagesstätten sowie regionaler Elternausschüsse auf Stadt- bzw. Kreisebene gesetzlich verankert (Kitagesetz-RLP §3 Satz 4).
In Hamburg setzt sich der Landesalternausschuss (LEA) aus je 5 Delegierten aus den sieben Bezirkselternausschüsse (BEA) zusammen. Die bezirklichen Ausschüsse setzen sich aus den gewählten Elternvertretungen der Kitas (Elternausschuss) der Krippen, Kindertagesstätten (Kitas), Horte und aus der Nachmittagsbetreuung der neuen offenen Ganztagsschule (GBS) zusammen. Rechtsgrundlage für die Arbeit von LEA, BEA und Elternausschüsse ist das Kinderbetreuungsgesetz (KiBeG).
Die Schwerpunkte der Arbeit des LEA sind:
- Verbesserung der personellen und finanziellen Ausstattung an allen Orten der Kinderbetreuung, um Kinder mit besonderem Förderungsbedarf, sowie den gewachsenen Ansprüchen an eine qualifizierte, ganzheitliche Bildungsarbeit gerecht werden zu können (Kleingruppenarbeit, Sprachförderung etc.). Dies gilt insbesondere für die ganztägige Betreuung (auch an Schulen und in Horten), die diese Kinder und Erzieher vor besondere Herausforderungen stellt.
- Berücksichtigung der „mittelbaren pädagogischen Arbeit“ der Kindertagesstätte (u. a. Beobachtung und Dokumentation, Vor- und Nachbereitung pädagogischer Angebote, Elterngespräche, Vertretungszeiten) in allen Leistungsarten.
- Einbeziehung des LEA in Fragen der Schulkindbetreuung vor und nach der Schule sowie in Ferienzeiten.
- Ein von Eltern, Trägern und Behörde bestelltes Gremium zur Qualitätsentwicklung und -evaluation aller Kitas, in dem alle Beteiligten gleichberechtigt sind.
- Eine für Eltern transparente Qualitätsberichtserstattung an allen Orten der Kinderbetreuung.
- Rechtsanspruch von mind. 6h, um die pädagogische Arbeit gemäß den Hamburger Bildungsempfehlungen gewährleisten zu können, unter Beibehaltung aller bisherigen „kleineren“ Leistungsarten (K4, E4, E5).
- Wahlfreiheit und Vielfalt in Art, Umfang und Form der Kinderbetreuung.[1]

Die Landeselternausschüsse und Landeselternbeiräte der Kindertagesstätten sind bundesweit im Bundesverband der Eltern in Kindertagesstätten, BEVK zusammengeschlossen.